# ورزش در چین

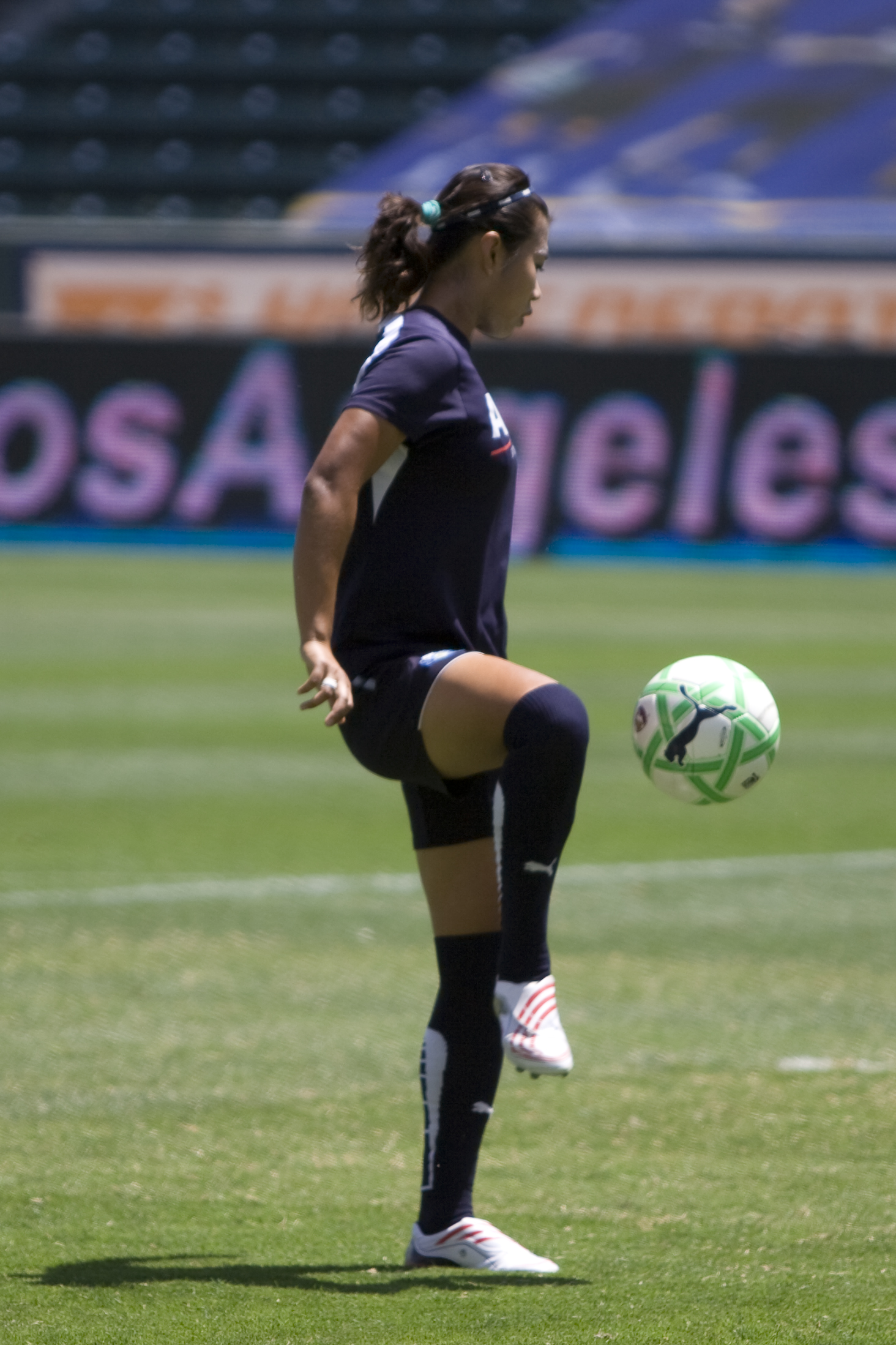
فوتبال زنان در چین

ورزش در چین مدتهاست که با هنرهای رزمی در ارتباط است. امروزه چین (از جمله سرزمین های اصلی چین ، هنگ کنگ و ماکائو ) از انواع ورزش های رقابتی تشکیل شده است. فرهنگ سنتی چینی آمادگی جسمانی را یک ویژگی مهم قلمداد می کند. چین یک رویداد ملی ورزشی چهارگانه ملی خود را مشابه بازی های المپیک به نام بازی های ملی دارد .
بزرگترین مخاطب برای یک رویداد ورزشی واحد در مرزهای سرزمین اصلی چین یک مسابقه فوتبال در ورزشگاه Tianhe در گوانگژو بود .  فوتبال ورزشی محبوب است. میانگین حضور در بازی های سوپر لیگ چین در سال ۲۰۱۷ ۲۳٬۷۶۶ تماشاگر بود. بدمینتون و تنیس روی میز نیز از ورزشهای پرطرفدار در چین است. قبل از دهه ۱۹۹۰ ، ورزش کاملاً توسط دولت تأمین می شد.  ورزشکاران برتر به دلیل عدم اطمینان در مورد وضعیت معیشت خود پس از بازنشستگی ، در اوج کار خود کنار گذاشته‌اند ،  اما این شرایط در سال ۱۹۹۴ شروع به تغییر کرد که فوتبال چین حرفه ای شد و پس از آن بسکتبال ، والیبال ، پینگ پنگ و ویکی قرار گرفت . حرفه ای شدن منجر به تجاری سازی شد . این بدان معناست که انجمن های ورزشی به نهادهای سودآور تبدیل می شوند و یک سیستم باشگاه و لیگ های ورزشی حرفه ای شکل می گیرد. عملیات باشگاه ورزشی اکنون فروش بلیت، تبلیغات، نقل و انتقالات باشگاه، مسابقات تجاری و پخش تلویزیونی را پوشش می دهد.ورزشکاران چینی نیز به عضویت لیگ های حرفه ای در خارج از کشور ، مانند ورود یائو مینگ در بسکتبال در NBA ایالات متحده در پیش نویس ۲۰۰۲ وارد شده‌اند .

## انواع ورزش ها

### فوتبال

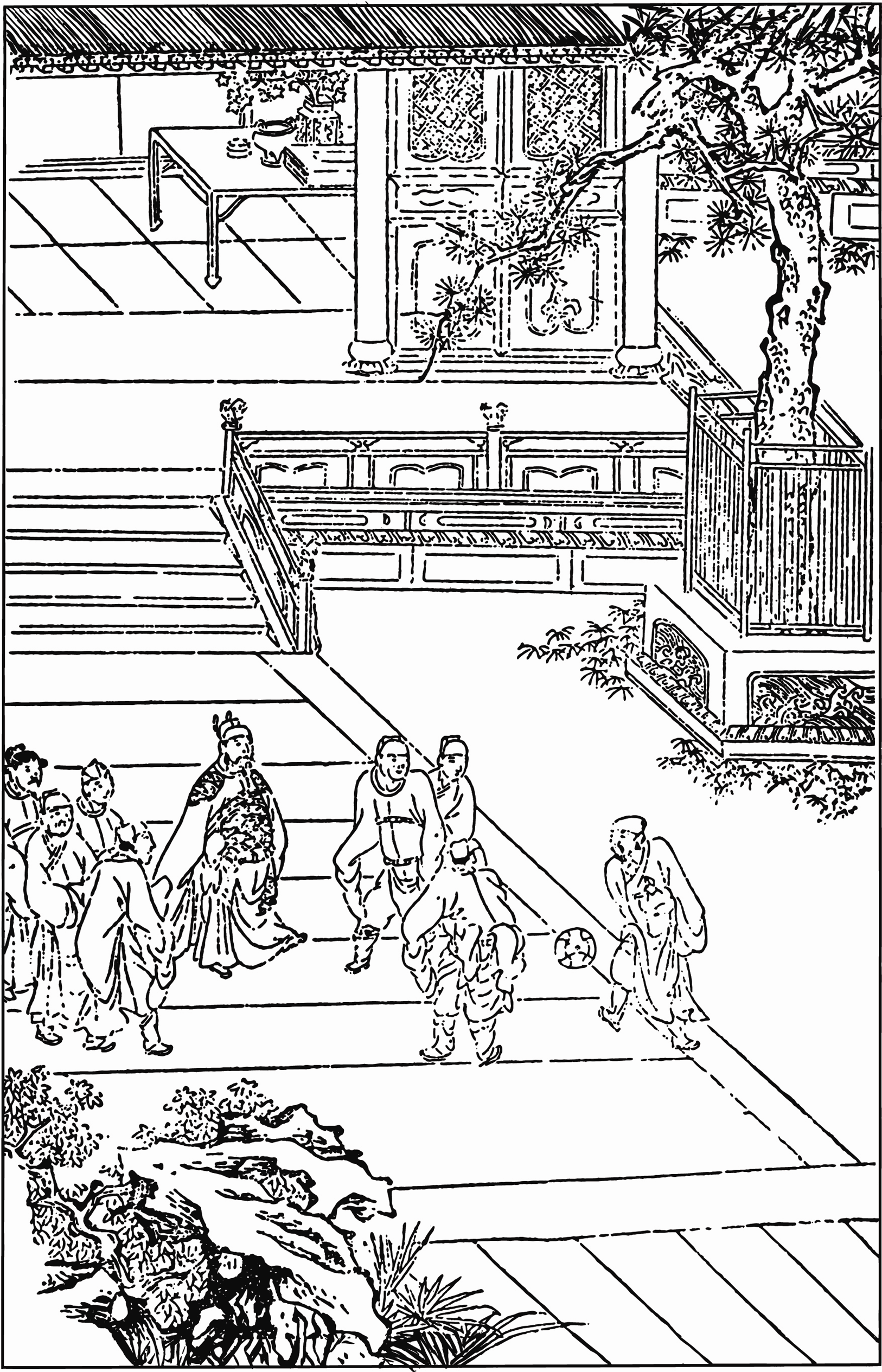
کوجو یک بازی باستانی شبیه به فوتبال است.

فوتبال پرطرفدارترین ورزش تماشایی در کشور است  و از زمان معرفی در دهه ۱۹۰۰ یکی از بهترین ورزش های پشتیبانی شده در چین بوده است. [نیازمند منبع] همچنین شواهد کتبی وجود دارد که نشان می دهد یک بازی شبیه به فوتبال، کوجو، اولین بار در حدود ۵۰ سال قبل از میلاد در چین انجام شد.  اتحادیه فعلی فوتبال چین (CFA) پس از سال ۱۹۴۹ در PRC تأسیس شد. دفتر مرکزی آن در پکن واقع شده است و رئیس فعلی کای ژنهوا است . از ۱۹۹۴ تا ۲۰۰۴ ، CFA اولین لیگ حرفه ای فوتبال را تاسیس کرد ، که "جیا A" بود. سوپر لیگ چین (CSL) لیگ برتر فوتبال در چین است که در سال ۲۰۰۴ از "جیا A" تغییر یافت ، به عنوان صدر سلسله مراتب لیگ که به چهار لیگ گسترش می یابد. جیا به زبان چینی نیز به معنای "اول" یا "بهترین" است. سوپر لیگ از زمان تأسیس ، نسبتاً ناپایدار بوده است و برای حفظ محبوبیت تلاش کرده است.  در سال ۲۰۱۶ ، میانگین حضور در CSL 24159 بود که آن را به یکی از بالاترین حضور در لیگ حرفه ای فوتبال در سراسر جهان تبدیل کرد.
ر سطح بین‌المللی ، فوتبال چین علی‌رغم میزان حمایت از هواداران ، موفقیت کمی کسب کرده است. اگرچه تیم ملی در مسابقات جام جهانی فیفا ۲۰۰۲ صلاحیت پیدا کرد ، اما آنها نتوانستند یک گل واحد به ثمر برسانند و سه بازی گروهی را از دست دادند. در مقابل ، تیم ملی بانوان هم در مسابقات جهانی و هم در بازی های المپیک در رده دوم به پایان رسیده است. با وجود موفقیت تیم بانوان چین در مسابقات بین‌المللی ، با این حال ، فوتبال زنان در چین تقریباً به اندازه همتایان خود در کانادا و ایالات متحده توجه نمی‌کند ، بنابراین روند خوب چین در فوتبال بانوان ممکن است در آینده ای نزدیک به پایان برسد. در سال ۱۹۹۱ ، چین میزبان مسابقات جهانی افتتاحیه زنان در گوانگژو بود . در سال ۲۰۰۴ ، میزبان جام ملت های آسیا بود.

### بدمینتون
بدمینتون به دلیل سادگی نسبی در استفاده تفریحی و تجهیزات ارزان قیمت در چین بسیار محبوب است. بسیاری از بازیکنان بدمینتون چینی موفقیت و شهرت بین‌المللی کسب کرده‌اند ، به ویژه بسیاری از مدال آوران طلای مسابقات جهانی BWF . این یک ورزش تفریحی و حرفه ای محبوب است و لیگ های آماتور در سراسر کشور دارد.

### بیسبال
بیس بال اولین بار در سال ۱۸۶۴ با تأسیس باشگاه بیس بال شانگهای توسط مسیحی پزشکی آمریکا ، هنری ویلیام بون معرفی شد.   بازی های بیس بال سازمان یافته با بازی بین دانشگاه سنت جانسز و باشگاه بیس بال MCA شانگهای در سال ۱۹۰۵ تاسیس شد. با این حال ، در سال ۱۹۵۹ مائو زدونگ همه تیم ها را منحل کرد و بیس بال را غیرقانونی کرد.
پس از پایان انقلاب فرهنگی ، فعالیت های بیس بال دوباره شروع شد و انجمن بیس بال چین در سال ۱۹۷۴ شکل گرفت.  در سال ۲۰۰۲ ، لیگ بیس بال چین تشکیل شد و چین در مسابقات جهانی بیس بال کلاسیک شرکت می کند . شکست تیم ملی به تایوان ، ژاپن ، و کره جنوبی ممکن است تغییر روند به عنوان چینی بین‌المللی بازی آگاه تر می شوند کمک کند.

### فوتبال آمریکایی
لیگ های فوتبال آمریکایی مانند لیگ فوتبال آمریکایی چین و لیگ فوتبال چین آرنا در سال های اخیر راه اندازی شده اند.

### بسکتبال
چین میزبان جام جهانی بسکتبال ۲۰۱۹ می باشد.
این بازی در سال ۱۸۹۶ توسط کارگران آمریکایی YMCA ، درست پنج سال پس از اختراع جیمز نایسمیت کانادایی-آمریکایی در سال ۱۸۹۱ هنگام کار برای مدرسه آموزش YMCA در اسپرینگفیلد ، ماساچوست ، به چین معرفی شد .
از زمان ورود یائو مینگ در NBA ، بسکتبال به طور فزاینده ای محبوب تر شده است. براساس اعلام انجمن بسکتبال چین ، رکوردی در حدود ۳۰۰ میلیون بسکتبالیست فعال در چین وجود دارد.   بزرگترین مخاطب برای یک رویداد خارج از چین در مسابقات Yao Ming و Yi Jianlian زمانی که ۱۰۰-۲۰۰ میلیون چینی به طور زنده تماشا می کردند ، جلب شد.
این واقعیت که ایالات متحده پس از موفقیت یائو مینگ (در مقایسه با وانگ Zhizhi و Mengke Bateer ) شروع به توجه بازیکنان چینی کرده و بازیکنان جوان CBA مانند یی جیانلیان و سان یو که وارد NBA می شوند ، گواهی بر محبوبیت روزافزون بسکتبال است.  در سال ۲۰۰۸ ، سان یو با امضای قراردادی دو ساله با لس آنجلس لیکرز به جدیدترین چینی ها پیوست که به NBA پیوست.

### پرورش اندام
بدن سازی و پرورش اندام در دهه ۱۹۳۰ میلادی به چین معرفی شد ، پیش از آنکه در سال ۱۹۵۳ ممنوع شود و در سال ۱۹۸۳ هنگامی که این ممنوعیت رسماً برداشته شد ، دوباره ظاهر شود.

### بوکس
بوکس در چین برای اولین بار در دهه ۱۹۲۰ ظاهر شد. بوکس حرفه ای توسط برخی هواداران در چین دنبال می شود.

### شطرنج
چین در المپیاد ۳۷ شطرنج سال ۲۰۰۶ در تورین نتیجه خوبی کسب کرد وقتی تیم مردان در جایگاه دوم ارمنستان قرار گرفت و تیم بانوان در رده سوم بهترین نتیجه را کسب کرد. پیشرفت چینی با حمایت وسیع دولت و رقابت در مسابقات در چندین رویداد دشوار تقویت شده است. متناسب با وضعیت خود ، چین در حال حاضر هفتصد بازیکن دارد ، در رده دوم روسیه قرار دارد . با این حال ، حتی امروزه کشورهایی مانند روسیه و اسرائیل نسبت به همتایان چینی خود هنوز هم تجربه تجربیاتی دارند.

### کریکت
کریکت یک ورزش سریع در حال رشد در چین است. در حال حاضر یک ورزش خوب و مستقر در هنگ کنگ ، مستعمره سابق انگلیس است. تیم کریکت چین تیمی است که نماینده کشور جمهوری خلق چین در کریکت بین‌المللی است. انجمن چین کریکت در سال ۲۰۰۴ به عضوی از اعضای شورای بین‌المللی کریکت تبدیل شد. منطقه ویژه اداری هنگ کنگ به خودی خود عضو ICC است و در سال ۱۹۶۹ به عضوی از همکاران ICC درآمد. از این رو بازیکنان هنگ کنگ واجد شرایط حضور در رقابت های بین‌المللی در چین نیستند.

### هاکی
تیم ملی هاکی بانوان چین در بازی های المپیک تابستانی سال ۲۰۰۸ در پکن ، و همچنین در مسابقات جهانی هاکی بانوان ۲۰۰۲ ، برنده نقره شد. همچنین این تیم در مسابقات قهرمانی هاکی ۲۰۰۲ قهرمان شد و در سال های ۲۰۰۴ و ۲۰۰۶ به مقام دوم رسید.

### گلف
مسابقات گلف در چین شامل مسابقات قهرمانی WGC-HSBC در شانگهای ، TCL Classic در سانیا در جزیره Hainan , Volvo China Open و BMW آسیا Open است که در PRC بازی می کنند. موفق ترین گل گلف نر چینی ژانگ لیان وی بوده است . موفق ترین گلف باز زن چینی ، فنگ شانشان است . گفته می شود زمین گلف Molf Hills Golf در Guanlan در شنژن بزرگترین جهان است.

### کیک بوکسینگ
کیک بوکسینگ با بیش از ۷۴ میلیون پخش زنده از G57 شنژن ، در اوت سال ۲۰۱۸ به بالاترین بینش از هر رویداد ورزشی رزمی در چین دست یافت. تبلیغات کیک بوکسینگ مانند Kunlun Fight در سالهای اخیر آغاز شده است. وو لین فنگ همچنین یک تبلیغ طولانی مدت است.

### موتورسواری
اولین مسابقه بین‌المللی حرکتی بین‌المللی در سرزمین اصلی چین ، نسخه سال ۱۹۹۴ در ۳ ساعت Zhuhai بود که به عنوان دور سری BT Global GT در سال ۱۹۹۴ در مدار خیابان Zhuhai برگزار شد.  Grand Grand Prix یک رویداد فرمول یک است که از سال ۲۰۰۴ در مدار بین‌المللی شانگهای برگزار می شود.  همین مدار از سال ۲۰۱۲ میزبان ۶ ساعته شانگهای ، دور مسابقات قهرمانی استقامت جهانی FIA است.

### اسنوکر
گرچه بیلیارد ، مدتهاست که در چین محبوب ترین ورزش تفریحی خیابانی است ، محبوبیت اسنوکر در چند سال گذشته در چین افزایش یافته است. تا حدودی می توان به صعود دینگ جونوویی که زمانی بازیکن شماره یک حرفه ای شماره یک بود و به فینال مسابقات جهانی اسنوکر ۲۰۱۶ دست یافت ، نسبت داد . هر چه بیشتر بازیکنان جوان چینی بر روی مدار حرفه ای مانند لیانگ Wenbo و لیو چوانگ که هر دو در ۳۲ دوره گذشته مسابقات جهانی اسنوکر ۲۰۰۸ واجد شرایط بودند ، شکست می خورند ، با اینکه لیانگ راهی مرحله یک چهارم نهایی شد ، جایی که با یک اسنوکر اسنوکر رونی O روبرو شد. سالیوان توسط اسنوکر حدود ۵۰ میلیون نفر چینی بازی می شود و هم اکنون بیش از ۳۰۰ باشگاه اسنوکر در پکن فقط وجود دارد. چین میزبان چندین تورنمنت بزرگ اسنوکر رتبه بندی حرفه ای است.

### پینگ پونگ
پینگ پونگ ( 乒乓 ) نام رسمی ورزش تنیس روی میز در چین است. جدا از تیم نماینده ملی ، جامعه تنیس روی میز در چین همچنان تولید کننده های بسیاری از کلاس های جهانی را تولید می کند و این عمق مهارت به کشور این امکان را می دهد تا بعد از یک استراحت کوتاه در دهه ۱۹۹۰ ، سلطه بر عناوین اخیر جهان را ادامه دهد. تسلط بیش از حد چین در این ورزش باعث ایجاد یکسری از قوانین در فدراسیون بین‌المللی تنیس روی میز و به عنوان بخشی از المپیک شده است. ما لانگ در حال حاضر یکی از بالاترین رتبه های تنیس روی میز چینی و بالاترین رتبه بازیکن جهان است.  دنگ ییپینگ به عنوان بسیاری از بزرگترین بازیکنان تنیس روی میز در همه زمان ها به همراه ژانگ جیک ، لیو گولیانگ و کنگ لینگویی شناخته می شود.

### تنیس
تنیس یک ورزش تفریحی رو به رشد در چین است ، اگرچه دسترسی به دادگاه ها می تواند در مناطق پرجمعیت شهری محدود باشد. اخیراً تنیسورهای چینی ، به ویژه خانمها ، در سطح بین‌المللی هم در سطح آماتور و هم از نظر حرفه ای شاهد موفقیت بوده اند. مسابقات بین‌المللی تنیس با پوشش گسترده ای در کانال های ورزشی چینی ، سومین محبوب ترین پس از فوتبال و بسکتبال است.

### والیبال
والیبال در سال ۱۹۰۸ وارد آسیا شد و در سال ۱۹۱۰ رسماً به چین معرفی شد. اتحادیه والیبال چین نماینده چین در Fédération Internationale de Volleyball و کنفدراسیون والیبال آسیا و همچنین نماینده ورزش های والیبال در فدراسیون ورزشی همه چین است.
تیم ملی والیبال بانوان چین یکی از تیم های پیشرو در والیبال بین‌المللی بانوان است که دو بار عنوان المپیک (۱۹۸۴ و ۲۰۰۴) را کسب کرده است. چین پنج دهه پیاپی جهان را در دهه ۱۹۸۰ بدست آورد ، جام جهانی والیبال زنان FIVB در سال ۱۹۸۱ و ۱۹۸۵ و مسابقات جهانی والیبال بانوان FIVB در ۱۹۸۲ و ۱۹۸۶. اگرچه در دهه ۱۹۹۰ توسعه ناپایداری را تجربه کرد ، این تیم در مسابقات جهانی FIVB 2003 موفق به کسب مدال طلا در المپیک تابستانی ۲۰۰۴ شد ، مدعی جام جهانی 2015 FIVB شد و در مسابقات جهانی FIVB 2013 و FIVB 2014 به مقام دوم رسید.